# Leerkrans
Leerkrans – miejscowość w Południowej Afryce, w prowincji Przylądkowej Północnej. Leży nad rzeką Oranje i około 25 km na wschód od miasta Upington, siedziby władz dystryktu ZF Mgcawu i gminy Dawid Kruiper. Przez miejscowość przebiega droga krajowa N10. Leerkrans zajmuje powierzchnię 0,55 km². Według spisu ludność przeprowadzonego w 2011 znajdowało się tu 215 gospodarstw domowych i zamieszkiwało 1383 osób, spośród których 93,20% to Koloredzi, a 97,69% posługuje się językiem afrikaans.